# Đại Phạm
Đại Phạm là một xã thuộc huyện Hạ Hòa, tỉnh Phú Thọ, Việt Nam.
Xã Đại Phạm có diện tích 20,95 km², dân số năm 1999 là 4669 người, mật độ dân số đạt 223 người/km².
Giap với tỉnh Yên Bái